# Jean-Jacques Maboundou
Jean-Jacques Maboundou (ur. 1950 – zm. 9 września 2016) – kongijski piłkarz grający na pozycji bramkarza. W swojej karierze grał w reprezentacji Konga.

## Kariera klubowa
W swojej karierze piłkarskiej Maboundou grał w klubie CSMD Diables Noirs. Zadebiutował w nim w 1976 roku i grał w nim do 1986 roku. W sezonie 1976 wywalczył z nim mistrzostwo Konga.

## Kariera reprezentacyjna
W 1978 roku Maboundou został powołany do reprezentacji Konga na Puchar Narodów Afryki 1978. Rozegrał w nim jeden mecz grupowy, z Ugandą (1:3).